# 3 januari
3 januari är den 3:e dagen på året i den gregorianska kalendern. Det återstår 362 dagar av året (363 under skottår).

## Återkommande bemärkelsedagar

### Flaggdagar
- Burkina Faso: till minne av statskuppen 1966

## Namnsdagar

### I den svenska almanackan
- Nuvarande – Alfred och Alfrida
- Föregående i bokstavsordning
  - Alfred – Namnet infördes på dagens datum 1901 och har funnits där sedan dess.
  - Alfrida – Namnet infördes på dagens datum 1986 och har funnits där sedan dess.
  - Annefrid – Namnet infördes på dagens datum 1986, men utgick 1993.
  - Enok – Namnet fanns, till minne av en profet i Gamla testamentet, på dagens datum före 1901, då det utgick. 1986 återinfördes det på 27 april, men utgick 2001.
- Föregående i kronologisk ordning
  - Före 1901 – Enok
  - 1901–1985 – Alfred
  - 1986–1992 – Alfred, Alfrida och Annefrid
  - 1993–2000 – Alfred och Alfrida
  - Från 2001 – Alfred och Alfrida
- Källor
  - Brylla, Eva (red.): Namnlängdsboken, Norstedts ordbok, Stockholm, 2000. ISBN 91-7227-204-X
  - af Klintberg, Bengt: Namnen i almanackan, Norstedts ordbok, Stockholm, 2001. ISBN 91-7227-292-9

### Finlandssvenska almanackan
- Nuvarande från 1995[1] – Elmer, Helmer

- I föregående revideringar[a][2]
  - 1929–1949 – Enok
  - 1950–1972 – Patrik
  - 1973–1994 – Patrik, Patricia

## Händelser
- 936 – Sedan Johannes XI har avlidit i december året innan väljs Leo VII till påve.
- 1322 – När den franske kungen Filip den långe avlider 29 år gammal efterträds han på tronen av sin bror Karl den sköne. Denne blir den siste av den capetingiska ätten, som har styrt Frankrike sedan 987, och vid hans död 1328 efterträds han av sin kusin Filip den lyckosamme, som då grundar kungaätten Valois.
- 1521 – Påven Leo X utfärdar bullan Decet Romanum Pontificem, genom vilken han bannlyser reformatorn Martin Luther, sedan denne den 10 december året innan har bränt påvens tidigare bulla Exsurge Domine, där han uppmanas ta avstånd från sina reformationsidéer.
- 1777 – Under det amerikanska revolutionskriget intar George Washingtons trupper Nassau Hall på universitetet i Princeton och besegrar sedan britterna under Charles Cornwallis i det efterföljande slaget vid Princeton.
- 1888 – Den amerikanske uppfinnaren Marvin Stone tar patent på världens första sugrör, gjort av papper.
- 1910 – Ebbe Lieberath grundar organisationen Riddarpojkarna i Göteborg, vilken blir grunden till det som senare blir Svenska Scoutförbundet, två år efter att Robert Baden-Powell har grundat scoutrörelsen i Storbritannien.
- 1925 – Den italienske fascistledaren Benito Mussolini, som har varit Italiens premiärminister sedan 1922, tar på sig ansvaret för den politiska oro, med våldsamheter som följd, som har rått i landet en tid. Han lovar att få bukt med oron och våldsyttringarna och genom att han nu får parlamentets stöd blir han i praktiken Italiens diktator. Med hjälp av sina fascistiska svartskjortor börjar han snart avskaffa de demokratiska institutionerna i Italien.
- 1947 – Sju år efter att nylonstrumpor har börjat säljas i USA kommer de första exemplaren (27 660 par) till Sverige med flyg från New York. Även om det inte blir upploppsstämning, som i USA, uppstår ändå tidvis kaos, när kvinnor kämpar om de nya strumporna.
- 1959 – Alaska blir den 49:e delstaten som upptas i den amerikanska unionen.[3] Detta blir den näst sista, då man efter Hawaiis inträde som den 50:e staten i augusti samma år inte har upptagit några nya stater i unionen.
- 1962 – Påven Johannes XXIII bannlyser den kubanske premiärministern och ledaren Fidel Castro på grund av hans förföljelser av kyrkopersoner. Detta sker endast tre år efter att Castro och kommunisterna har tagit makten på Kuba.
- 1973 – Den amerikanska hårdrocksgruppen Kiss, som är känd för att medlemmarna alltid uppträder kraftigt svart- och vitsminkade, grundas i New York.
- 2004 – Den amerikanska rymdstyrelsen NASA:s forskningsfordon Spirit landar framgångsrikt på planeten Mars. Dess uppdrag att göra observationer av planeten är tänkt att pågå i 90 dagar, men det fortsätter fram till 2010, då man förlorar kontakten med det.

## Födda
- 106 f.Kr. – Cicero, romersk talare, författare och politiker
- 1621 – Lars Claesson Fleming, svensk friherre, riksråd och lagman
- 1676 – Johannes Steuchius, svensk kyrkoman, Sveriges ärkebiskop
- 1694 – Paulus av Korset, italiensk präst och helgon
- 1754 – Daniel Rogers, amerikansk politiker, guvernör i Delaware
- 1763 – Joseph Fesch, fransk kardinal
- 1771 – Elisa Bonaparte, storhertiginna av Toscana, syster till Napoleon I
- 1793 – Lucretia Mott amerikansk kväkare, abolitionist och arbetade för kvinnors rättigheter
- 1812 – Elisha M. Pease, amerikansk politiker, guvernör i Texas
- 1816 – Samuel C. Pomeroy, amerikansk republikansk politiker, senator för Kansas
- 1829 – Konrad Duden, tysk filolog
- 1854 – Lee Slater Overman, amerikansk politiker, senator för North Carolina
- 1868 – Isidor Behrens, svensk initiativtagare till och förste ordförande i idrottsklubben Allmänna Idrottsklubben (AIK)
- 1876 – Wilhelm Pieck, tysk kommunistisk politiker, Östtysklands ende president
- 1877 – Josephine Hull, amerikansk skådespelerska.
- 1883 – Clement Attlee, brittisk labourpolitiker, Storbritanniens premiärminister
- 1887 – August Macke, tysk konstnär
- 1890 – Ulla Bjerne, svensk författare
- 1892 – J.R.R. Tolkien, brittisk språkforskare och författare, mest känd för Sagan om ringen
- 1893 – Rudy Wiedoeft, amerikansk saxofonist
- 1897 – Marion Davies, amerikansk skådespelare
- 1907 – Ray Milland, brittisk-amerikansk skådespelare
- 1909 – Victor Borge, dansk pianist och komiker
- 1916 – Kerstin Berger, svensk skådespelare
- 1917 – Vernon A. Walters, amerikansk general och diplomat, USA:s FN-ambassadör
- 1920 – Siegfried Buback, tysk jurist
- 1921 – Chetan Anand, indisk manusförfattare och filmregissör
- 1922 – Bill Travers, brittisk skådespelare
- 1924 – Marianne Gyllenhammar, svensk skådespelare
- 1929
  - Sergio Leone, italiensk regissör
  - Gordon E. Moore, amerikansk företagare
- 1930 – Robert Loggia, amerikansk skådespelare
- 1933 – Long Boret, kambodjansk politiker
- 1942
  - László Sólyom, ungersk politiker, Ungerns president
  - John Thaw, brittisk skådespelare, mest känd i rollen som kommissarie Morse
- 1943 – Jarl Alfredius, svensk tv-journalist och nyhetspresentatör
- 1947 – Mats Olin, svensk skådespelare
- 1949 – Sylvia Likens, amerikanskt mordoffer
- 1950 – Victoria Principal, amerikansk skådespelare, mest känd i rollen som Pamela Ewing i tv-serien Dallas
- 1952 – Gianfranco Fini, italiensk politiker, Italiens utrikesminister
- 1956 – Mel Gibson, amerikansk-australisk skådespelare och regissör
- 1958 – Kerry Armstrong, australisk skådespelare
- 1961 – Marita Skogum, svensk orienterare
- 1962 – Håkan Florå, svensk musiker i gruppen Onkel Kånkel and his kånkelbär
- 1964 – Mats Kihlström, svensk ishockeyspelare, kopia av Svenska Dagbladets guldmedalj 1987
- 1969 – Michael Schumacher, tysk formel 1-förare
- 1974 – Alessandro Petacchi, italiensk tävlingscyklist
- 1975
  - Thomas Bangalter, fransk musiker, medlem i gruppen Daft Punk
  - Danica McKellar, amerikansk skådespelare och författare
- 1976 – Björn Söder, svensk sverigedemokratisk politiker, Sverigedemokraternas partisekreterare och riksdagsledamot
- 1977 – Mayumi Iizuka, japansk sångare
- 1980 – Angela Ruggiero, amerikansk ishockeyspelare
- 1986 – Mattias Bjärsmyr, svensk fotbollsspelare
- 2002 – Nico González, spansk fotbollsspelare
- 2003 – Greta Thunberg, svensk klimataktivist

## Avlidna
- 236 – Anterus, påve
- 1322 – Filip V, kung av Frankrike
- 1437 – Katarina av Valois, Englands drottning
- 1571 – Joakim II, kurfurste av Brandenburg
- 1699 – Mattia Preti, italiensk barockmålare
- 1868 – Moritz Hauptmann, tysk musikteoretiker och tonsättare
- 1882 – Clement Claiborne Clay, amerikansk demokratisk politiker
- 1898 – Lawrence Sullivan Ross, amerikansk militär och demokratisk politiker, senator (Alabama)
- 1908 – Charles Augustus Young, amerikansk astronom
- 1918 – Johan Wilhelm Runeberg, finländsk läkare och politiker
- 1923 – Jaroslav Hašek, tjeckisk författare, mest känd för romanen Den tappre soldaten Švejks äventyr under världskriget
- 1925 – James Hoge Tyler, amerikansk demokratisk politiker, guvernör i Virginia
- 1928 – Ejnar Smith, svensk författare och manusförfattare
- 1931 – Joseph Joffre, fransk militär, Frankrikes överbefälhavare
- 1933 – Wilhelm Cuno, tysk jurist, industrialist, affärsman och politiker, Tysklands rikskansler
- 1936 – Herman Brag, svensk operasångare
- 1941 – Henning Ohlson, svensk författare, manusförfattare och sjöman
- 1944 – Franz Reichleitner, tysk SS-officer, kommendant i koncentrationslägret Sobibór
- 1946 – Karl Maria Wiligut, österrikisk SS-Brigadeführer
- 1955 – Sven Grafström, svensk ambassadör och generalmajor
- 1956 – Joseph Wirth, tysk matematiker och politiker, Tysklands rikskansler
- 1960 – Victor Sjöström, svensk skådespelare och regissör
- 1967
  - Jack Ruby, amerikansk nattklubbsägare, mannen som mördade John F. Kennedys förmodade mördare Lee Harvey Oswald
  - Erik Rosén, svensk skådespelare och textförfattare
- 1970 – Carl Ericson, svensk skådespelare
- 1971 – Olle Strandberg, svensk operasångare och manusförfattare
- 1979 – Conrad Hilton, amerikansk företagsledare, grundare av den internationella hotellkedjan Hilton
- 1980 – Joy Adamson, brittisk författare, konstnär och etnograf, känd för romanen Född fri
- 1992 – Judith Anderson, amerikansk skådespelare
- 1999 – Elsa Burnett, svensk skådespelare
- 2000
  - Henry H. Fowler, amerikansk demokratisk politiker, USA:s finansminister
  - Mats Hådell, svensk barnskådespelare, TV-journalist och programledare
- 2005 – Will Eisner, amerikansk serieskapare
- 2007 – William Verity, amerikansk politiker och affärsman, USA:s handelsminister
- 2008 – Jimmy Stewart, brittisk racerförare
- 2009 – Pat Hingle, amerikansk skådespelare
- 2010 – Mary Daly, amerikansk radikalfeministisk filosof
- 2011
  - Nine Christine Jönsson, svensk skådespelare och författare
  - Sten Wahlund, svensk operasångare
- 2012
  - Lars Lennart Forsberg, svensk regissör, manusförfattare, kompositör och filmproducent
  - Knut Hammarskjöld, svensk diplomat
  - Josef Škvorecký, tjeckisk författare
  - Victor José Arriagada Ríos, chilensk serietecknare med pseudonymen Vicar
- 2013
  - Sergiu Nicolaescu, rumänsk filmregissör, skådespelare och politiker
  - Preben Munthe, norsk nationalekonom
- 2014
  - Phil Everly, amerikansk musiker och kompositör i gruppen The Everly Brothers
  - Esko Helle, finländsk politiker
  - Alicia Rhett, amerikansk skådespelare och porträttmålare
  - Saul Zaentz, amerikansk filmproducent
- 2015
  - Edward Brooke, amerikansk republikansk politiker, senator för Massachusetts
  - Allan Finholm, finländsk krigsveteran
  - Olga Knjazeva, rysk (sovjetisk) olympisk fäktare
  - Jouko Törmänen, finländsk backhoppare
- 2018 – Bertil Johansson, svensk lantbrukare och centerpartistisk politiker
- 2023 – Elena Huelva, spansk canceraktivist